# Compagnie d'ordonnance

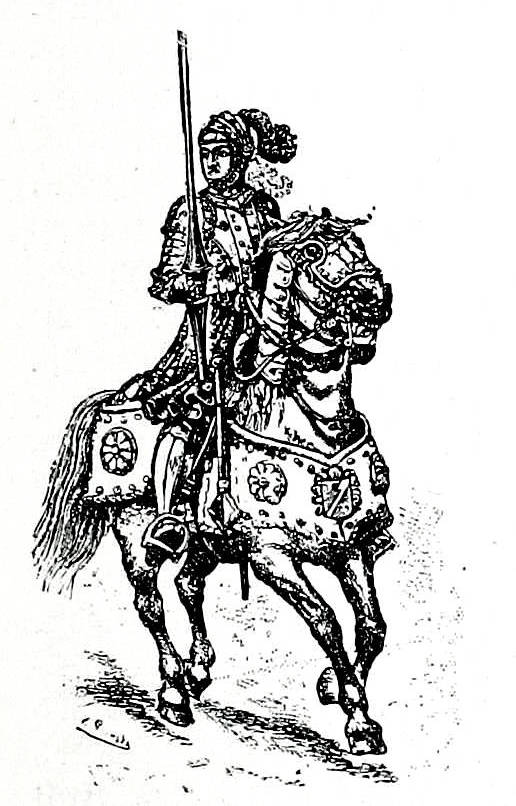

Les compagnies d'ordonnance sont les premières unités militaires permanentes (et donc professionnelles) à disposition du roi de France.

## Création
Les compagnies d’ordonnance sont créées par le roi Charles VII par l’ordonnance (d’où leur nom) du 26 mai 1445, prise à Louppy-le-Château.
Leur création se situe lors d’une accalmie dans la guerre de Cent Ans. Elle vise à la fois à une plus grande efficacité au combat de l’armée royale et à une diminution des dégâts causés par l’armée en déplacement. L’application de l’ordonnance aboutit au licenciement de la moitié des hommes d’armes de l’armée royale, à la fois les moins bons combattants et les auteurs des déprédations et pillages. Ceux qui restent sont les meilleurs sur le champ de bataille, et aussi les plus fidèles au roi : le problème des capitaines alliés aux grands féodaux durant la Praguerie est ainsi résolu.

## Organisation
L’ordonnance de 1445 qui crée les compagnies a disparu. Leur mise en place nous est connue par les ordonnances des années suivantes qui visent à préciser leur fonctionnement (la première date de janvier 1446, d’autres suivent jusqu’en 1448), par des documents comptables ainsi que les témoignages des contemporains comme Jean Chartier, Merlin de Cordebœuf ou l'évêque Thomas Basin.
Les éléments de l'ancienne armée royale, cadres compris, sont réorganisés au sein de quinze compagnies permanentes de 1 500 lances sous le commandement d'un capitaine, chaque lance est organisée autour de l'homme d'armes.
En 1445, la lance fournie (ou lance garnie) est formée de 6 hommes, dont trois montés à cheval :
- 1 homme d'armes[8] ;
- 2 archers ;
- 1 coutilier[9] ;
- 1 page
- 1 valet ;

L'homme d'armes est recruté au sein de la noblesse (chevalier ou non) et doit veiller au recrutement des autres gens de guerre de sa lance. Il perçoit leurs gages et doit veiller à l'entretien de leur équipement ainsi qu'aux montures. Si un officier juge que la lance n'est pas apte à servir, elle est « cassée » (licenciée). Le pouvoir royal va même jusqu'à définir le nombre de chevaux disponibles pour un homme d'armes afin de veiller à ce que l'armée ne soit pas encombrée de suiveurs et de bagages à foison. Par ailleurs, les sources contemporaines parlent de troupes de cavalerie: si tous disposent d'un cheval, l'homme d'armes est le seul à combattre en tant que lancier monté, les autres gens de guerre ne se servent de leurs montures que pour se déplacer comme c'était déjà l'usage au XIVe siècle lors des chevauchées. Selon les textes, le page doit s'occuper de son homme d'armes et du coutilier, le valet doit servir les archers. Le coutilier n'est encore qu'un auxiliaire sommairement équipé et on le confond parfois avec le valet.
Le roi a donc à disposition une armée de 9 000 hommes, dont 6000 combattants, immédiatement disponible. Ces compagnies étaient formées selon les besoins du roi. Il pouvait décider d'augmenter le nombre de lances s'il projetait de faire la guerre ou bien de les réduire en période de calme. Les compagnies créées après 1448 sont toujours organisées autour de la lance, mais en comptent un nombre variable. Les effectifs varient comme suit :
- 1445-1448 : 1 500 lances ;
- fin du règne de Charles VII : 1 700 à 1 800 lances ;
- 1477-1483 (fin du règne de Louis XI) : 4 000 lances en 58 compagnies ;
- 1485 : 2 500 lances ;
- 1490 : 3 200 lances.

Cette force ne resta pas longtemps la même et l'inégalité des compagnies était telle en 1498 qu'on comptait des compagnies de cent, de soixante, de cinquante, de quarante, de trente et même de 25 lances.
À cette époque la lance se compose de 7 hommes :
- 1 lancier ;
- 4 archers ;
- 1 coutilier ;
- 1 page[11].

Seuls les six premiers étaient des combattants.
François Ier modifia la composition et en 1515 la lance fournie fut portée à huit chevaux :
- 1 lancier ;
- 5 archers ;
- 1 page ;
- 1 valet d'armes.

Seuls les six premiers étaient des combattants.
La solde de ces troupes étant devenue insuffisante, le roi réduisit, en 1530, les compagnies à 80 lances et augmenta la solde des hommes d'armes d'un cinquième, en leur répartissant la paye des lances réformées.
En 1547, Henri II supprima les écuyers et les valets, et fixa les compagnies de gendarmerie à 115 cavaliers, savoir :
- 1 capitaine ;
- 1 lieutenant ;
- 1 enseigne ;
- 1 guidon ;
- 1 maréchal des logis ;
- 35 maîtres ;
- 75 archers.

Quand l’armée n’était pas en campagne, les lances d’ordonnance étaient assignées dans des villes désignées à l’avance, avec l’obligation d’être disponibles immédiatement en cas de besoin, au complet et équipées. Pour la qualité de l’équipement et les effectifs (certains hommes d’armes gardant pour eux le salaire des valets ou d’un archer qu’ils n’engageaient pas), des revues (montre) sont confiées, chaque trimestre, à un maréchal. Pour la disponibilité, outre les révocations quand l’effectif n’avait jamais été engagé, les effectifs congéables (auxquels on peut accorder un congé temporaire, l’équivalent de nos permissions) sont règlementés : d’abord limité à 15 % du total d’une compagnie, ils passent progressivement à 30 %. L’ordre de prise des congés est prévu, chacun ayant son tour, et la liste des soldats en congé est transmise à l’avance à Paris.
Avec la création des compagnies d'ordonnance apparurent un autre type d'unité : les mortes-payes. Les mortes-payes étaient destinées à garder les places fortes et étaient constituées de quatre hommes qui touchaient une solde, une paye, même en temps de paix.

## Équipement au milieu duXVesiècle

En 1610.

L'homme d'armes était le commandant de la lance. Il devait être équipé d'une salade à visière, d'une bavière d'un harnois blanc (armure de plates avec cuirasse, braconnière, tassettes), d'une épée, une dague et d'une lance. On mentionne aussi la présence d'une targe bien que les boucliers soient de moins en moins utilisés avec l'armure complète.
Le coutilier devait être équipé d'une salade, d’une protection de corps (haubergeon, brigandine ou jacque), de gantelets, de jambes d'armure, d'une épée courte, parfois d'une dague et d'une arme d'hast (guisarme, langue-de-bœuf, lance, couteau de brèche) ou d'une hache.
Les archers étaient équipés d'une salade portée avec un gorgerin de mailles, d'une brigandine ou d'un jacque et de jambes d'armures. Leur arsenal offensif comporte bien sûr l'arc mais aussi l'arbalète dans certains cas, et l'épée longue ainsi que la dague.
Le page et le valet n'avaient pas un rôle militaire. Ils s'occupaient de l'intendance. Le valet avait aussi la garde des bagages et même s'il ne se battait pas il devait pouvoir se défendre en cas de percée adverse. L'ordonnance bourguignonne de 1473 mentionne que le page a pour rôle de s'occuper des chevaux des trois archers montés de sa lance quand ceux-ci mettent pied à terre pour tirer 
Archers et coutiliers portaient vraisemblablement un hoqueton par-dessus leur équipement (assez souvent rouge à croix blanche, face à ceux des Anglais blancs à croix rouge) et l'iconographie médiévale nous montre un large usage de surcots armoriés ou non, dont il est difficile d'estimer la présence.
L'équipement des soldats d'ordonnance sert aussi à définir celui des combattants d'arrière-ban qui pouvaient être appelés à compléter les effectifs en fonction des campagnes. Aussi on trouve des soldats qui ne sont pas retenus dans les troupes d'ordonnance mais dont l'équipement leur est similaire. L'armure complète étant chère, tout autant que l'entretien de montures et de serviteurs, une proportion de nobles non négligeable servent en tant qu'archers ou coutiliers parmi les compagnies d'ordonnance ou l'arrière-ban.
Si les sources à propos de l'équipement des soldats d'ordonnance sont peu connues, c'est déjà plus le cas pour les franc-archers pour lesquels l'achat et l'entretien de l'équipement apparaissent dans la comptabilité de plusieurs villes.

## Historique
Ces unités participèrent grandement à la victoire française lors de la guerre de Cent Ans et aux guerres de la fin du Moyen Âge, bataille de Montlhéry qui clôtura la ligue du Bien public, entre autres.
L'on trouve aussi des lances en Bretagne (le connétable de Richemont étant le frère du duc Jean V de Bretagne, et futur duc lui-même). D'autres créations suivirent en France avec la création des bandes d'artillerie, le corps des francs-archers, les bandes d'infanterie en 1480…
Le recrutement des hommes pour faire la guerre par le ban et l'arrière-ban fut toutefois conservé mais appliqué en cas d'extrême urgence.
La gendarmerie de France succéda au XVIIe siècle aux compagnies d'ordonnance.
Les compagnies d'ordonnance, voulues par Charles VII (roi de France) et mises en place par Arthur de Richemont, sont donc l'origine de la Gendarmerie de France.

## En Bourgogne

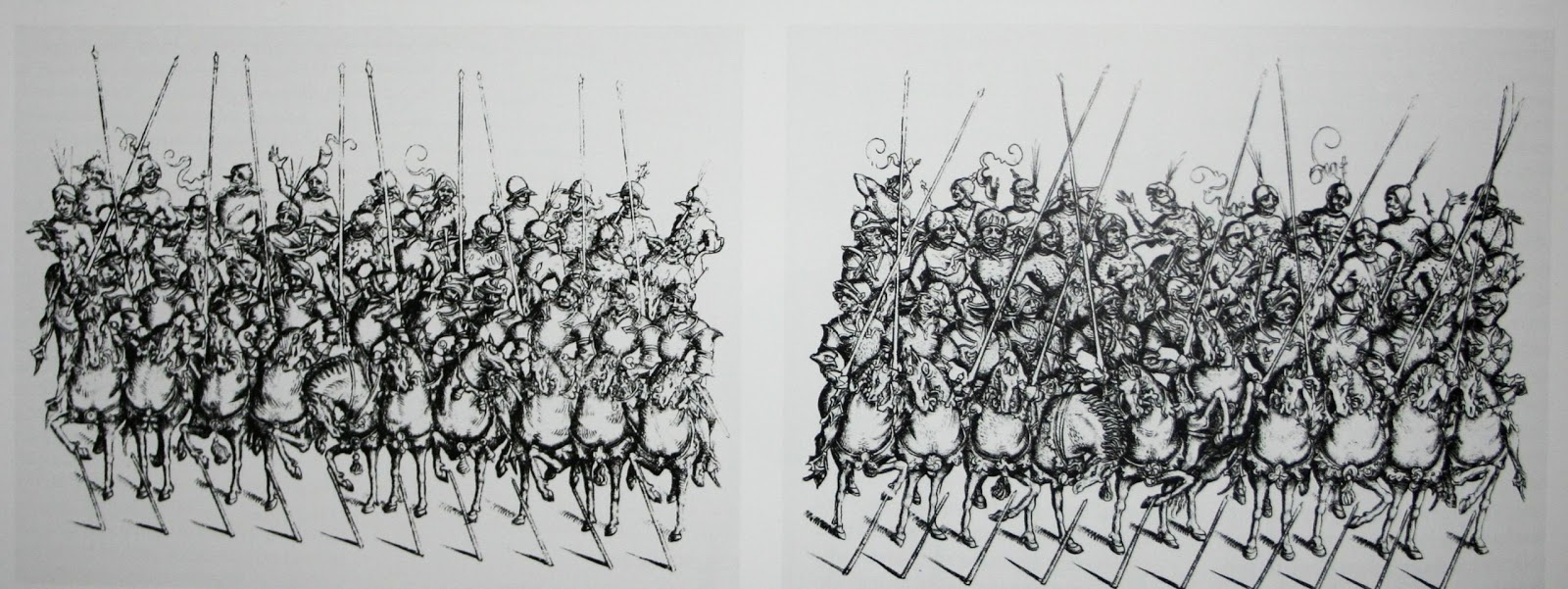
Croquis du XVe siècle par le Maître W représentant vraisemblablement des hommes d'armes et arbalétriers montés des compagnies d'ordonnance du duc de bourgogne Charles le Téméraire

Le duc de Bourgogne Charles le Téméraire reprit le concept des compagnies d'ordonnance et fit trois ordonnances successives en 1471, 1472 et 1473 afin de réformer son armée, jusque là basée sur le système féodal traditionnel du ban et de l'arrière-ban. Reprenant le système français centré autour de la cavalerie, il le modifie tout de même pour s'adapter aux évolutions de la guerre en Europe, notamment par son observation du rôle de plus en plus important que prend l'infanterie en Italie et de la popularisation des armes à poudre.
La lance des compagnies d'ordonnance bourguignonnes, selon l'ordonnance de juillet 1471, est donc composée ainsi:
- Un homme d'armes
- Un coustillier
- Un page
- Trois archers à cheval
- Un arbalétrier à pied
- Un piquenaire
- Un couleuvrinier

Un mandement ducal proclamant la levée des compagnies d'ordonnances daté de juin 1471 prévoit que les archers et coustilliers reçoivent une livrée bleu et blanche avec croix de saint André rouge, tandis que les homme d'armes reçoivent une croix de saint André rouge à mettre sur leur harnois.
L'ordonnance de 1472 remplace l'arbalétrier à pied par un archer à pied, et ajoute au sein de l'armée le rôle de crennequinier (arbalétrier) à cheval. L'ordonnance de 1473 utilise la même organisation que la précédente, mais ignore l'infanterie. On retrouve néanmoins les piquenaires dans la section dédiée à l'entraînement des troupes, où ils sont censés travailler de pair avec les archers.
Les ordonnances de 1471/1472 voient chaque compagnie dirigée par un conducteur (role inspiré le modèle italien du Condottiere). Chaque compagnie se divise en 10 disenes, commandées par le disenier. Chaque disene est séparée en deux chambres, une de 3 lances dirigée par un chef de chambre, et une de 5 lances, dirigée par un lieutenant du chef de chambre, le tout pour obtenir une compagnie de 100 lances et 900 hommes
L'ordonnance de 1473 réforme complètement la structure de l'armée. Chaque compagnie est maintenant divisée en quatre escadre (encore une fois basé sur le modèle italien de la squadra) dirigée par un chef d'escadre, les escadres sont elles composées de quatre chambres, dirigée chacune par un chef de chambre (le chef d'escadre etant le chef d'une de ces chambres), et chaque chambre est composée de 5 lances.